# 叠罗施
叠罗施（?—?），7世纪时突厥汗国可汗的儿子，母亲是隋朝的义成公主。义成公主作为隋朝的公主，先后嫁给启民可汗、始毕可汗、处罗可汗、颉利可汗父子四人，多次劝说突厥南侵唐朝。630年，唐朝大将李靖、先锋苏定方率軍突袭阴山的突厥牙帐，唐朝使者唐俭脱身回唐。李靖杀掉隋义成公主，生俘叠罗施。颉利可汗逃脱，不久被俘，突厥汗国亡。